# Systenotheca
Systenotheca, monotipski biljni rod iz porodice dvornikovki. Jedina vrsta je S. vortriedei, jednogodišnja raslinja iz Kalifornije. 
S. vortriedei raste na visinama od 700 do 1500 m. na planinama Santa Lucia u okruzima Monterey i Santa Luis Obispo. Vrijeme cvatnje su svibanj i srpanj. Kromosomi: n=19, 20.

## Sinonimi
- Chorizanthe vortriedei Brandegee; Zoe 4: 158 (1893)
- Centrostegia vortriedei (Brandegee) Goodman; Ann. Missouri Bot. Gard. 21: 91 (1934)

## Vanjske poveznice
|  | Zajednički poslužitelj ima još gradiva o temi Systenotheca |
|  | Wikivrste imaju podatke o taksonu Systenotheca             |